# Karahisar
Karahisar est une petite ville dans le district de Tavas de la province de Denizli en Turquie. Elle est située sur un affluent du Méandre. La distance à Tavas est de 10 kilomètres. La population de Karahisar était 3 403 habitants en 2012.